# Il revisionista
Il revisionista è un saggio autobiografico scritto da Giampaolo Pansa, uscito nelle librerie il 20 maggio 2009. Fa parte della serie di opere iniziata con I figli dell'Aquila, che il giornalista ha dedicato al periodo della Resistenza e della Repubblica Sociale Italiana, nonché agli eventi che seguirono immediatamente la fine della seconda guerra mondiale in Italia, benché abbia un taglio maggiormente autobiografico e rivolto alla storia più recente.

## Trama
Un giovane Giampaolo Pansa ancora bambino - aveva solo otto anni - vede e racconta in prima persona gli eventi tragici della resistenza: dai cadaveri per le strade ai festeggiamenti sfrenati dopo la liberazione.

Si apre così il lungo viaggio storico e autobiografico durante il quale Pansa affronta molte tematiche inerenti alla sua vita, la guerra civile, gli anni di piombo e la storia italiana fino alle vicende attuali. Nel libro trovano spazio alcuni incontri personali con persone e personalità che hanno inciso fortemente nella vita dell'autore. Anzitutto la nonna, Caterina Zaffiro, primo esempio di revisionista, la ragazza triste con il suo dramma familiare dovuto alle vendette del dopoguerra, poi Ferruccio Parri, "scopritore professionale" di Pansa, e infine i tanti big della politica e della cultura  incontrati in decenni di giornalismo, da  Giulio De Benedetti a Eugenio Scalfari, da Giorgio Almirante a Enrico Berlinguer, fino a riflessioni sull'attualità e su personaggi come Gianfranco Fini.

Filo conduttore del racconto è il revisionismo storico, il tentativo di raccontare le vicende dando voce anche alla parte sconfitta, che Pansa rivendica figlio di un atteggiamento tenuto già dagli inizi della sua attività di giornalista.

## Critiche
Oltre alla mancanza di note e riferimenti, comune alle altre opere revisioniste dell'autore, in questo caso a Pansa è stato imputato anche un eccesso di protagonismo, a partire dal titolo e dalla presenza della sua foto in copertina. L'autore preferisce un approccio decisamente narrativo, come nelle altre opere contestate, di cui rivendica comunque una veridicità storiografica che diversi storici come Lucio Villari e Giovanni De Luna hanno subito negato. In particolare quest'opera è focalizzata maggiormente sulle esperienze personali di Pansa, che a suo dire lo hanno portato a rifiutare la visione ortodossa e univoca di quei fatti impostasi nei decenni successivi.

## Edizioni
- Giampaolo Pansa, Il revisionista, Rizzoli, 2009,  pp. 482, ISBN 978-88-17-03040-3.